# Moskau (bài hát)
"Moskau" (tên tiếng Đức của Moskva) là một bài hát tiếng Đức được sáng tác và biểu diễn bởi ban nhạc nhạc pop người Đức Dschinghis Khan (còn được biết đến với cái tên Genghis Khan tại Úc và một số quốc gia khác), được thành lập vào năm 1979.
Bài nhạc còn có một phiên bản tiếng Anh được phát hành vào năm 1980 với tên gọi "Moscow".

## Phiên bản

### Moskau - phiên bản tiếng Đức
"Moskau", là phiên bản tiếng Đức của bài hát, được gộp vào album cùng tên năm 1979 Dschinghis Khan và album Rom năm 1980 của nhóm. Phiên bản nằm trong album dài sáu phút, trong khi bản đĩa đơn là bốn phút rưỡi.

### Moscow - phiên bản tiếng Anh
Ban nhạc dùng tên tiếng Anh của mình là Genghis Khan, phát hành một phiên bản khác của bài hát với lời tiếng Anh mang tên "Moscow" tại Úc vào 1980, đồng thời là năm diễn ra Thế vận hội Moscow 1980. Cũng tại đây mà bài hát gặt hái được nhiều thành công, kênh truyền hình Seven của Úc thậm chí còn sử dụng nó để làm nhạc nền cho các chương trình về Thế vận hội Moscow của họ. Bản đĩa đơn này cũng được phát hành và đóng gói trong bao bì của Kênh 7. Bài hát sau đó đã trở thành một hit lớn tại Úc và liên tục giữ vị trí số 1 trong sáu tuần.

## Tiểu sử
Bài hát cũng có được nhiều sự quan tâm tại Liên Xô, tuy rằng không chính thức. Một đoạn clip ngắn 15 giây về phần trình diễn của ca khúc này được phát sóng trong dịp Tết dương lịch trên kênh truyền hình quốc gia Liên Xô, điều này đã khiến giám đốc nhà đài bị sa thải ngay lập tức.
Năm 2006, bài hát lần đầu xuất hiện trong trò chơi điện tử Taiko no Tatsujin Portable 2. Đồng thời cũng là một ca khúc nổi bật trong Just Dance 2014.
Bài hát còn được biểu diễn mở màn tại vòng bán kết 2 của Eurovision 2009 tại Moscow, Nga
Vào ngày 15 tháng 9 năm 2006, bài hát được tải lên YouTube, và nhanh chóng trở thành một meme trên internet. Kể từ đó, bài hát còn được biết đến với cái tên khác là ""The Moscow Moscow Missile Meme song".

## Những phiên bản hát lại
- Bài hát đã được cover bởi một ban nhạc rock người Đức tên Attila der Partykönig.
- Bài hát đã được cover bởi ban nhạc ska-punk của Đức "Wisecräcker".
- Bài hát cũng được cover bởi ban nhạc black metal người Đức, Black Messiah.[9]
- Ở Phần Lan, "Moskau" được Juhamatti đặt tên là "Volga" vào năm 1980. "Volga" kể từ đó tiếp tục được trình diễn bởi các nghệ sĩ như Kari Tapio và Frederik.
- Cũng trong năm 1980, Cassiano Costa đã thực hiện một phiên bản tiếng Bồ Đào Nha của Brazil, và đặt tên là "Moscou".
- Một ban nhạc người Estonia - Meie Mees, đã cover lại bài hát với tên "Moskva" vào năm 2006.
- Bài hát này cũng được ca sĩ nhạc pop người Hồng Kông - Lâm Tử Tường cover lại với cái tên "Thế vận hội ở Moscow" (tiếng Trung: 世運在莫斯科).
- Tại Trung Quốc, một phiên bản được thay đổi lời và mang tên "Fen Dou" [10](奋斗), được thực hiện bởi Da Zhangwei (大张伟).
- Georgie Dann đã thực hiện phiên bản tiếng Tây Ban Nha vào năm 1980, và nhận được nhiều thành công hơn so với phiên bản gốc, ở các nước nói tiếng Tây Ban Nha.[11]
- Dark Ducks đã thực hiện lại bài hát bằng tiếng Nhật.
- Tại các buổi biểu diễn trực tiếp "Sacrament of Wilderness" của mình, ban nhạc metal giao hưởng Nightwish có chơi một đoạn riff từ "Moskau" trong ba phút của bài hát.[12]
- Tại Cộng hòa Séc, ban nhạc nhại Los Rotopedos đã thực hiện một bản cover của bài hát vào năm 2012. Los Rotopedos sau đó đã lọt vào top 10 trong cuộc thi hát Český slavík.[13]
- Nhóm nhac người Thụy Điển - Vikingarna cũng thu âm một bản cover bằng tiếng Thụy Điển, "Moskva", vào năm 1980.[14]
- Kể từ năm 2008 trở về trước, các ban nhạc của Lực lượng vũ trang Nga cũng chơi lại ca khúc tại một số sự kiện công cộng ở Nga.[15] Chương trình Năm mới 2013 của Kênh 1 nước Nga cũng phát sóng một phiên bản của ca khúc nhưng được hát bằng cả tiếng Đức và Nga bởi đoàn nghệ thuật Alexandrov.[16]
- Năm 2013, bài hát được ban nhạc Dancing Bros của Pháp cover lại và đưa vào sử dụng trong trò chơi điện tử Just Dance 2014.
- Một ban nhạc power metal của Mỹ - Last Alliance đã trình bày "Moskau" vào năm 2011. Ca khúc sau đó đã được cho phép tải miễn phí vào năm 2018, nhân dịp FIFA World Cup 2018 được tổ chức tại Nga.
- Một phiên bản khác được trình bày bởi dàn diễn viên phim ca nhạc Morozko (Морозко), phát sóng trên kênh Russia-1 vào ngày 31 tháng 12 năm 2010. Nikolai Baskov thủ vai chính trong bộ phim này.
- Đầu năm 2020, DJ kiêm nhà sản xuất người Hà Lan Thommy van Straalen trở nên nổi tiếng sau khi phát hành Festival Mix thuộc thể loại big room house hợp tác với Likkerstan 'LSTN' Ten Nogmeer. Tuy nhiên, nó đã bị xóa vào giữa tháng 5 sau sự cố bản quyền với Dschinghis Khan.

## Dẫn chứng
1. 1 2  "Country=Australia, Genghis Khan* - Moscow (Vinyl)". Discogs website. Truy cập ngày 3 tháng 9 năm 2018.
2. ↑  "Country=France, Genghis Khan* - Moscow (Vinyl)". Discogs website. Truy cập ngày 1 tháng 1 năm 2014.
3. ↑  "Country=Colombia, Genghis Khan* - Moscu (Vinyl)". Discogs website. Truy cập ngày 3 tháng 9 năm 2018.
4. ↑  "Country=Japan, Genghis Khan* - Moskau / Rocking Son Of Dschinghis Khan (Vinyl)". Discogs website. Truy cập ngày 3 tháng 9 năm 2018.
5. ↑  "Start - STEPPENWIND - Offizielle Dschinghis Khan Fanseite". Steppenwind.com. Bản gốc lưu trữ ngày 16 tháng 7 năm 2011. Truy cập ngày 15 tháng 10 năm 2016.
6. ↑  "??". Corporate.olympics.com.au. Bản gốc lưu trữ ngày 16 tháng 10 năm 2009. Truy cập ngày 15 tháng 10 năm 2016.
7. ↑  "Chin. Chin. Chinigs Khan". Zhurnal.ru. Bản gốc lưu trữ ngày 19 tháng 10 năm 2016. Truy cập ngày 15 tháng 10 năm 2016.
8. ↑  https://www.youtube.com/watch?v=BQAKRw6mToA
9. ↑  SirG (ngày 19 tháng 11 năm 2006). "Black Messiah - Of Myths And Legends Review". Metal.de. Bản gốc lưu trữ ngày 18 tháng 10 năm 2019. Truy cập ngày 15 tháng 10 năm 2016.
10. ↑  "大张伟 - 奋斗—在线播放—优酷网，视频高清在线观看". V.youku.com. Bản gốc lưu trữ ngày 18 tháng 10 năm 2016. Truy cập ngày 15 tháng 10 năm 2016.
11. ↑  "Georgie Dann - Moscú". ngày 8 tháng 9 năm 2008. Truy cập ngày 15 tháng 10 năm 2016 – qua YouTube.
12. ↑  "Archived copy". Bản gốc lưu trữ ngày 26 tháng 4 năm 2012. Truy cập ngày 25 tháng 12 năm 2011.{{Chú thích web}}:  Quản lý CS1: bản lưu trữ là tiêu đề (liên kết)
13. ↑  "Los Rotopedos - Moscau". YouTube. ngày 1 tháng 11 năm 2012. Truy cập ngày 15 tháng 10 năm 2016.
14. ↑  "Kramgoa låtar (8) | Svensk mediedatabas". SMDB.kb.se. Truy cập ngày 15 tháng 10 năm 2016.
15. ↑  "Music Russian Military Band One". YouTube. ngày 14 tháng 12 năm 2008. Truy cập ngày 20 tháng 11 năm 2016.
16. ↑  "Dschinghis Khan - Moskau - New year 2013". YouTube. ngày 1 tháng 1 năm 2013. Truy cập ngày 11 tháng 3 năm 2019.